# Václav Ježek
Václav Ježek (1. října 1923, Zvolen – 27. srpna 1995, Praha) byl československý fotbalový trenér a hráč. Trenérskou kariéru zahájil jako mládežnický trenér v Jaroměři a Liberci, odkud se přesunul do Lokomotivy Česká Lípa, se kterou během dvou let postoupil z kraje až do divize. V roce 1964 však odstartovala jeho úspěšná trenérská klubová kariéra ve Spartě, kromě které působil v československé lize také na lavičce Dukly.
Na úspěchy však navázal i v zahraničí, a sice v Nizozemsku (ADO Den Haag a Feyenoord Rotterdam) i ve Švýcarsku (FC Curych). Vedl také československou reprezentaci, kterou dovedl k triumfu na Mistrovství Evropy 1976 v Bělehradě. I tento úspěch pomohl Ježkovi k vítězství v anketě o nejlepšího českého fotbalového trenéra 20. století.
Ježkovo jméno nese i fotbalový turnaj – Memoriál Václava Ježka – pořádaný od roku 1994 pro mládežnické reprezentační výběry.